# Rhabditidae
Die Rhabditidae sind eine Familie der Fadenwürmer mit sieben Unterfamilien, 32 Gattungen und 255 Arten. Es sind hauptsächlich freilebende Saprobionten, einige Vertreter sind Parasiten bei Weichtieren, Ringelwürmern, Krebstieren, Insekten und Amphibien.

## Merkmale
Rhabditidae sind Rhabditoidea mit drei oder sechs Lippen und zwei Paaren von Mundhaken. Die Mundkapsel ist annähernd zylindrisch. Der Ösophagus besteht aus deutlich voneinander abgesetzten Procorpus (Vorderkörper), Postcorpus (Hinterkörper), einer Engstelle (Isthmus) und einem Bulbus. Die Weibchen haben einen einzelnen oder einen paarigen Uterus (Gebärmutter), bei unpaarem liegt die Vulva näher am Anus. Männchen besitzen Kaudalflügel und neun paarige Geschlechtspapillen.

## Systematik
Die Rhabditidae werden in folgende Unterfamilien und Gattungen gegliedert:
- Rhabditinae
  - Tribus Rhabditini
    - Indorhabditis Chaturvedi & Khera, 1979
    - Loffienema Shah, Allie, Vaid & Handoo, 2018
    - Psychodorhabditis Poinar, 2011
    - Reiterina Sudhaus, 2011
    - Rhabditis Dujardin, 1845

  - Tribus Pellioditini
    - Pellioditis Dougherty, 1955
    - Phasmarhabditis Andrassy, 1976
- Odontorhabditinae
  - Odontorhabditini
    - Cephaloboides Rahm, 1928
    - Curviditis Dougherty, 1953
    - Flagicaudoides Khan, Singh & Baird, 1999
    - Odontorhabditis Timm, 1959

  - Diploscapteroidini
    - Colporhabditis Andrassy, 1976
    - Diploscapteroides Rahm, 1928

  - Rhabditellini 
    - Auanema Kanzaki, Kiontke, Tanaka, Hirooka, Schwarz, Muller-Reichert, Chaudhuri & Pires-Da-Silva, 2017
    - Rhabditella Cobb, 1929
- Litoditinae
  - Litoditini
    - Litoditis Sudhaus, 2011
- Oryctonematinae
  - Oryctonematini
    - Metarhabditis Tahseen, Hussain, Tomar, Shah & Jairajpuri, 2004
    - Oryctonema Poinar, 1970

  - Oscheini
    - Dolichorhabditis Andrassy, 1983
    - Oscheius Andrassy, 1976
    - Tipulacomis Poinar, 2011
- Pararhabditinae
  - Pararhabditini
    - Eudronema Remillet & Van-Waerebeke, 1973
    - Himatidiophila Rahm, 1924
    - Matthesonema Osche, 1955
    - Neorhabditis Schuurmans-Stekhoven, 1954
    - Pararhabditis Baylis & Daubney, 1926
    - Xylorhabditis Sudhaus, 1976
- Rhabditonematinae
  - Rhabditonematini
    - Rhabditonema Koerner, 1954
    - Saprorhabditis Khera, 1969
    - Stegorhabditis Shah, Hussain, Vaid & Ahmad, 2015
- Stomachorhabditinae
  - Stomachorhabditini
    - Stomachorhabditis Andrassy, 1970
    - Termirhabditis Massey, 1971